# Waka (Wilno)
Waka bądź Waka Trocka (lit. Trakų Vokė) – część Wilna wchodząca w skład dzielnicy Ponary, położona ok. 14 km na południowy zachód od centrum miasta, przy trasie do Trok. Znajduje się tu jeden z najlepiej zachowanych na Litwie zespół pałacowy hr. Jana Tyszkiewicza (pałac, zabudowa gospodarcza, wieża ciśnień, lodownia, stajnie, bramy wjazdowe, kaplica, grobowiec, ogrody).